# Jan Jagla
Jan-Hendrik Jagla, né le 25 juin 1981 à Berlin, en Allemagne de l'Ouest, est un joueur allemand de basket-ball, évoluant au poste d'ailier fort. Il prend sa retraite de joueur en juillet 2015.

## Carrière
En août 2014, Jagla signe un contrat d'un an avec le Bayern Munich.